# Love Lies Bleeding
Pour plus de détails, voir Fiche technique et Distribution.
Love Lies Bleeding, ou D'amour et de sang au Québec, est un thriller néo-noir romantique américano-britannique co-écrit et réalisé par Rose Glass, sorti en 2024.
Le film est présenté en avant-première au festival de Sundance 2024.

## Synopsis
À la fin des années 1980, Lou, la  gérante d'une salle de sport appartenant à son père, fait la rencontre de Jackie, qui vient d'arriver en ville. La jeune femme tombe rapidement amoureuse de cette culturiste bisexuelle qui projette de faire carrière à Las Vegas ; elle délaisse alors son amie Daisy. Jackie s'installe aussitôt chez Lou après avoir trouvé un travail au stand de tir appartenant également au père de Lou, Lou Sr. Lou propose à Jackie des stéroïdes pour l'aider à prendre plus de muscles. Jackie refuse puis teste une injection. Un soir, les deux jeunes femmes vont dîner avec la sœur de Lou, Beth, et son mari J.J. Jackie se rend alors compte que J.J. est l'homme qui l'a recommandée à Lou Sr. à son arrivée en ville, en échange d'une relation sexuelle. Devant l'évidence que J.J. brutalise Beth, Lou menace celui-ci. Dans le même temps, Daisy réapparaît et cherche à renouer avec Lou.

## Fiche technique
Sauf indication contraire, les informations mentionnées dans cette section peuvent être confirmées par la base de données cinématographiques IMDb,  présente dans la section « Liens externes ».
- Titre original : Love Lies Bleeding
- Titre québécois : D'amour et de sang
- Réalisation : Rose Glass
- Scénario : Rose Glass et Weronika Tofilska
- Musique : Clint Mansell
- Photographie : Ben Fordesman
- Montage : Mark Towns
- Production : Andrea Cornwell et Oliver Kassman
- Sociétés de production : A24, Film4, Escape Plan et Lobo Films
- Sociétés de distribution : A24 (États-Unis), Lionsgate (Royaume-Uni), Metropolitan Filmexport (France)
- Pays de production :  États-Unis,  Royaume-Uni
- Langue originale : anglais
- Format : couleur
- Genre : thriller, néo-noir, romance
- Durée : 104 minutes
- Dates de sortie[3] :
  - États-Unis : 20 janvier 2024 (Festival de Sundance) ; 8 mars 2024 (sortie nationale)
  - Royaume-Uni : 19 avril 2024 (sortie nationale)
  - France : 12 juin 2024 (sortie nationale)
  - Suisse : 6 juillet 2024 (Festival international du film fantastique de Neuchâtel)
- Classification[4] :
  - États-Unis : R - Restricted (interdit aux moins de 17 ans)
  - France : interdit aux moins de 12 ans

## Distribution
- Kristen Stewart (VF : Noémie Orphelin ; VQ : Catherine Brunet) : Louise « Lou » Langston
- Katy O'Brian (VF : Déborah Claude ; VQ : Sofia Blondin) : Jaqueline « Jackie » Cleaver
- Jena Malone (VF : Émilie Rault ; VQ : Catherine Bonneau) : Bethany « Beth » Langston, la sœur de Lou
- Anna Barychnikov (en) (VF : Zina Khakhoulia ; VQ : Élisabeth Gauthier Pelletier) : Daisy, la fille obsédée par Lou
- Dave Franco (VF : Yoann Sover ; VQ : Nicholas Savard L'Herbier) : J.J, le mari de Bethany
- Ed Harris (VF : Féodor Atkine ; VQ : Éric Gaudry) : Lou Langston Sr., le père de Lou et Beth
- Orion Carrington (VF : Baptiste Marc) : O'Riley

Source : VF et VQ

## Production

### Genèse et développement
Love Lies Bleeding est le deuxième film réalisé par la cinéaste britannique Rose Glass. Kristen Stewart mentionne pour la première fois son implication dans le projet en mars 2022, car elle est fan du précédent film de la réalisatrice, Saint Maud.
Le 13 avril 2022, The Hollywood Reporter confirme sa participation au film et annonce que celui-ci est coproduit par A24, Film4, Escape Plan (Oliver Kassman), Lobo Films (Andrea Cornwell).
En juin 2022, Deadline.com annonce qu'Anna Barychnikov (en), Katy O'Brian, Dave Franco, Ed Harris et Jena Malone rejoignent le casting,.

### Tournage
Le tournage se déroule durant l'été 2022 à Albuquerque au Nouveau-Mexique, avec la participation de 25 acteurs originaires de cet État.

## Sortie
En novembre 2023, Lionsgate acquiert les droits de distribution du film au Royaume-Uni.
Le film sort en salles aux États-Unis le 8 mars 2024, distribué par A24.
Lors de l'avant-première du film au festival international du film fantastique de Bruxelles en avril 2024, 60 à 80 femmes quittent la salle à la suite de commentaires et d'insultes lesbophobes, et commencent à manifester afin d'arrêter la projection ; les organisateurs font état de trois incidents de violence physique, tout en condamnant les remarques discriminatoires,.

### Accueil critique
En France, le site Allociné propose une moyenne de 3,7⁄5, d'après l'interprétation de 35 critiques de presse.

## Distinction

### Sélection
- Berlinale 2024 : sélection officielle, hors compétition